# بيلي ويلان
بيلي ويلان (بالإنجليزية: Billy Whelan)‏ مواليد 1 أبريل 1935 في دبلن، مقاطعة دبلن، الدولة الأيرلندية الحرة - الوفاة 6 فبراير 1958 في ميونخ، كان لاعب كرة قدم إنجليزي كان أحد ضحايا كارثة ميونخ الجوية.

## مرحلة الشباب

### أندية لعب لها
- مانشستر يونايتد

## المسيرة الاحترافية

### أندية لعب لها
- مانشستر يونايتد

## روابط خارجية
- بيلي ويلان على موقع قاعدة بيانات كرة القدم.إي يو (الإنجليزية)
- بيلي ويلان على موقع ناشيونال فوتبول تيمز (الإنجليزية)